# 达维特·伊萨克
达维特·伊萨克（英语：Dawit Issak，1964年10月28日—），是瑞典国籍的厄立特里亚裔剧作家、记者和作家，自2001年以来，未经审判一直被关押在厄立特里亚，并且被厄立特里亚政府视为叛徒。国际特赦组织认为他是良心犯，呼吁将他立即无条件释放。他是两位作为良心犯被关押的瑞典公民之一 （另一位瑞典公民是出版商桂民海，他于2015年10月被中国从泰国劫走，自此一直被关押在浙江宁波）。

## 避难及瑞典国籍
伊萨克1987年8月来到瑞典，安顿在西海岸城市哥德堡，并在1992年11月4日成为瑞典公民。厄立特里亚独立后，伊萨克回到祖国，结婚生子。他开始在这个国家的第一份独立报章Setit做一名记者。最后，他成为该报的部分所有者。

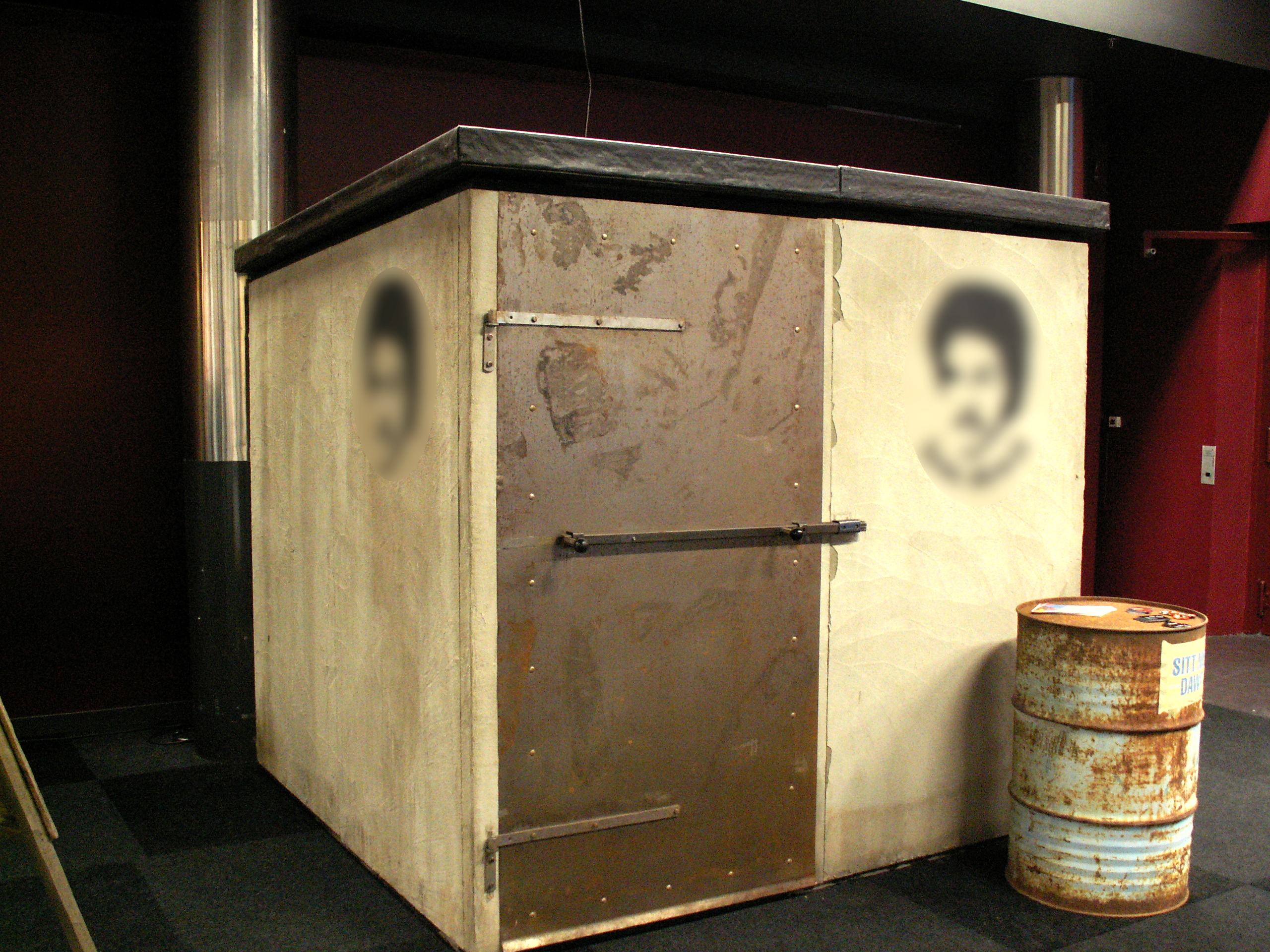
设想的达维特·伊萨克牢房复制品，展出于瑞典会展与国会中心的Mediedagarna i Göteborg，2015年3月

## 入狱
2001年9月23日，伊萨克在厄立特里亚阿斯马拉的家中被捕。与此同时，其他十名独立记者和所谓G-15中的十一名著名的改革派政治家也被逮捕，原因是写给总统伊萨亚斯·阿费沃基要求民主改革的一系列信件。包括Setit报在内的独立媒体报道了总统和改革者的对抗。
2002年4月，保护记者委员会报道称伊萨克因为受到酷刑而入院送医。厄立特里亚政府否认他受到酷刑，但不允许任何人探视他。伊萨克从未上庭。由于他拥有瑞典和厄立特里亚双重国籍，瑞典当局开始使用消息人士所称的“平静外交（quiet diplomacy）”运作，希望他能够得到释放。
2005年11月19日，伊萨克从监狱被释放，根据厄立特里亚官方消息，他仅被释放就医。仅仅两天自由之后，在去往医院的路上，伊萨克再次被捕。据信他被关押在阿斯马拉中部的Carchele监狱。
每周，包括无国界记者和国家新闻协会在内的许多组织都会向斯德哥尔摩的厄立特里亚大使馆请愿释放伊萨克。
2009年3月27日，瑞典五大报纸其中的四家，Aftonbladet、Expressen、Dagens Nyheter和Svenska Dagbladet均在头版刊文请求释放伊萨克，并称，这五家报纸会对伊萨克的近况做联合报道，并在5月4日向斯德哥尔摩的厄立特里亚大使馆递交联合请愿书。截止5月4日，共有209,963人签署了请愿书。
2009年5月26日，在接受瑞典电视4台采访时，厄立特里亚总统驳回了这一话题，并说“我们不会审判他，也不会释放他。我们知道如何处理他这种人。”以及“对我来说，瑞典根本是不相干的。瑞典政府和我们一点关系都没有。”
瑞典媒体一直以来批评瑞典政府为促进释放伊萨克所使用的“平静外交”的方式，无国界记者瑞典分支的主席Jesper Bengtsson在2010年4月发表一篇声明称，“达维特仍在狱中是一种耻辱，很显然瑞典政府没有对他的释放作出更大的努力。”
在阿尔巴尼亚裔美国飞行员James Berisha被释放后，科索沃第一代理总理贝赫杰特·帕乔利为了伊萨克的释放，在厄立特里亚开始新的工作。

## 死亡流言
多次有流言称伊萨克已经死亡，最近的一次是2011年10月27日，在他47岁生日时，瑞典商业电台Radio 1称达维特·伊萨克很可能已经死亡。2012年4月，当数位厄立特里亚政客称伊萨克已经死于狱中时，有关他死亡的流言再次开始传播。在一次瑞典的采访中，一位厄立特里亚官员回避且拒绝回答关于这些流言的问题。

## 获奖
- 2007年3月2日，伊萨克获颁一新建立的奖项，由瑞典国家新闻协会颁出，旨在纪念安娜·波利特科夫斯卡娅。
- 2009年，伊萨克获颁瑞典P.E.N.协会的图霍尔斯基奖。
- 2010年3月14日，他在挪威作家联合会年度会议上获颁2009年挪威Ytringsfrihetsprisen表达自由奖。
- 2011年10月，伊萨克获得世界报业协会颁发的自由新闻金笔奖。该奖由他的哥哥Esias Isaak在维也纳接收。
- 2017年3月，他获得2017年联合国教科文组织吉列尔莫·卡诺世界新闻自由奖。[15]

## 自传
- Hope (希望)（2010）[16]

## 进一步阅读
- Karlsson, Johan; Sjöberg, Rickard. . Stockholm: Silc Publishing House. 2004. ISBN 91-974771-7-6 （瑞典语）.